# Limnephilus ornatus
Limnephilus ornatus är en nattsländeart som beskrevs av Banks 1897. Limnephilus ornatus ingår i släktet Limnephilus och familjen husmasknattsländor. Inga underarter finns listade i Catalogue of Life.